# Società Sportiva Pescara 1941-1942
Questa voce raccoglie le informazioni riguardanti la Società Sportiva Pescara nelle competizioni ufficiali della stagione 1941-1942.

## Rosa
| N. |                   | Ruolo | Calciatore          |
| -- | ----------------- | ----- | ------------------- |
|    | Italia (bandiera) | D     | Aldo Brandimarte    |
|    | Italia (bandiera) | C     | Mario Brandimarte   |
|    | Italia (bandiera) | A     | Domenico Cerella    |
|    | Italia (bandiera) | P     | Fernando Coccia     |
|    | Italia (bandiera) | A     | Nino Costantini     |
|    | Italia (bandiera) | C     | Armando Creziato    |
|    | Italia (bandiera) | C     | Alfredo De Angelis  |
|    | Italia (bandiera) | C     | Riccardo Di Santo   |
|    | Italia (bandiera) | A     | Berardo Lanciaprima |
|    | Italia (bandiera) | C     | Edmondo Maturo      |

| N. |                   | Ruolo | Calciatore        |
| -- | ----------------- | ----- | ----------------- |
|    | Italia (bandiera) | P     | Pietro Miglio     |
|    | Italia (bandiera) | D     | Ostavo Mincarelli |
|    | Italia (bandiera) | D     | Guglielmo Paludi  |
|    | Italia (bandiera) | A     | Dante Paolini     |
|    | Italia (bandiera) | C     | Gino Piccinini    |
|    | Italia (bandiera) | C     | Alfredo Romagnoli |
|    | Italia (bandiera) | A     | Renzo Suozzi      |
|    | Italia (bandiera) | A     | Mario Tontodonati |
|    | Italia (bandiera) | C     | Bruno Ventura     |